# Herscheid

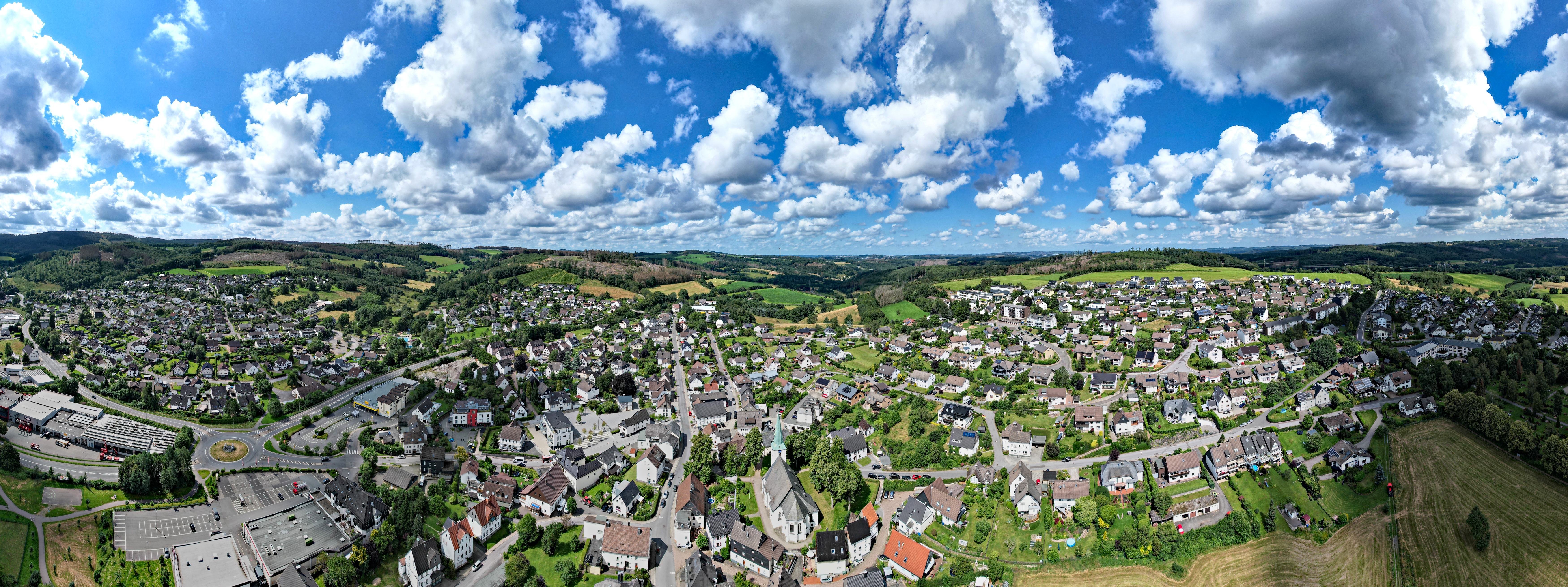
Panorama Herscheid

Herscheid (westfälisch: Hiärschge) ist eine Gemeinde in Nordrhein-Westfalen und gehört zum Märkischen Kreis. Mit einer Einwohnerzahl von unter 10.000 und über 5.000 Einwohnern gehört sie dem Gemeindetyp „Kleine Kleinstadt“ an.

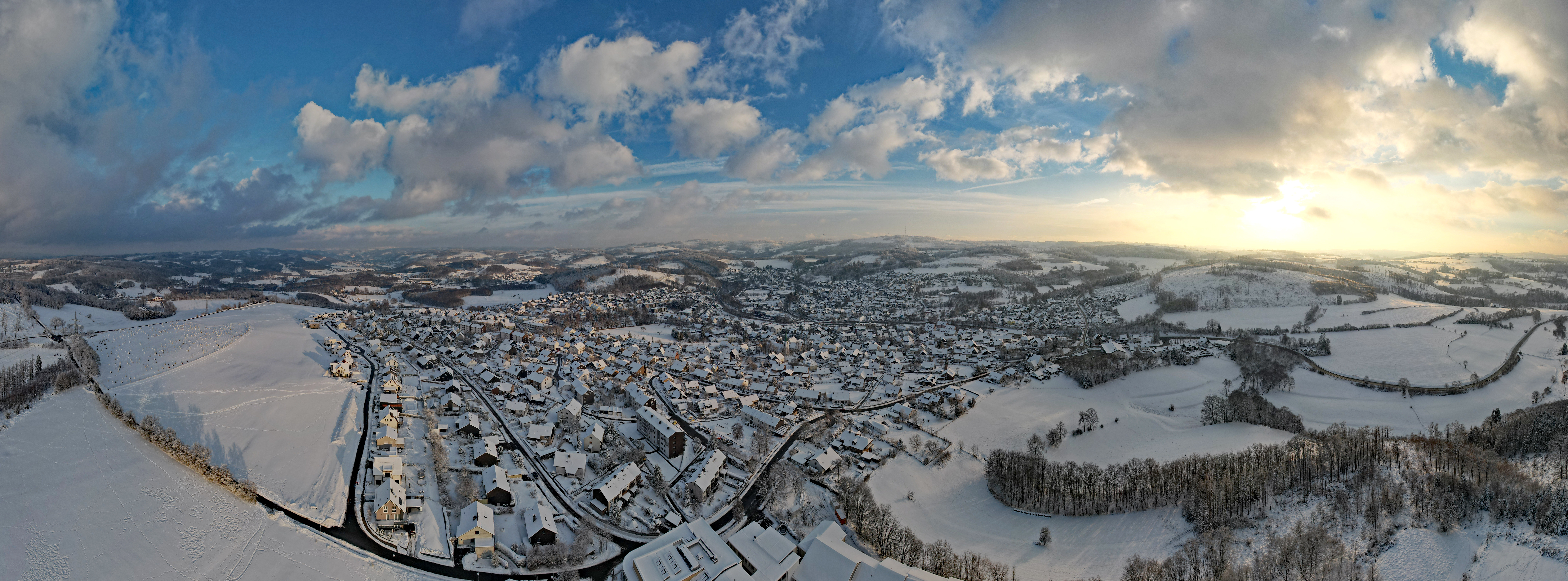
Januar 2024

## Geografie

### Geografische Lage

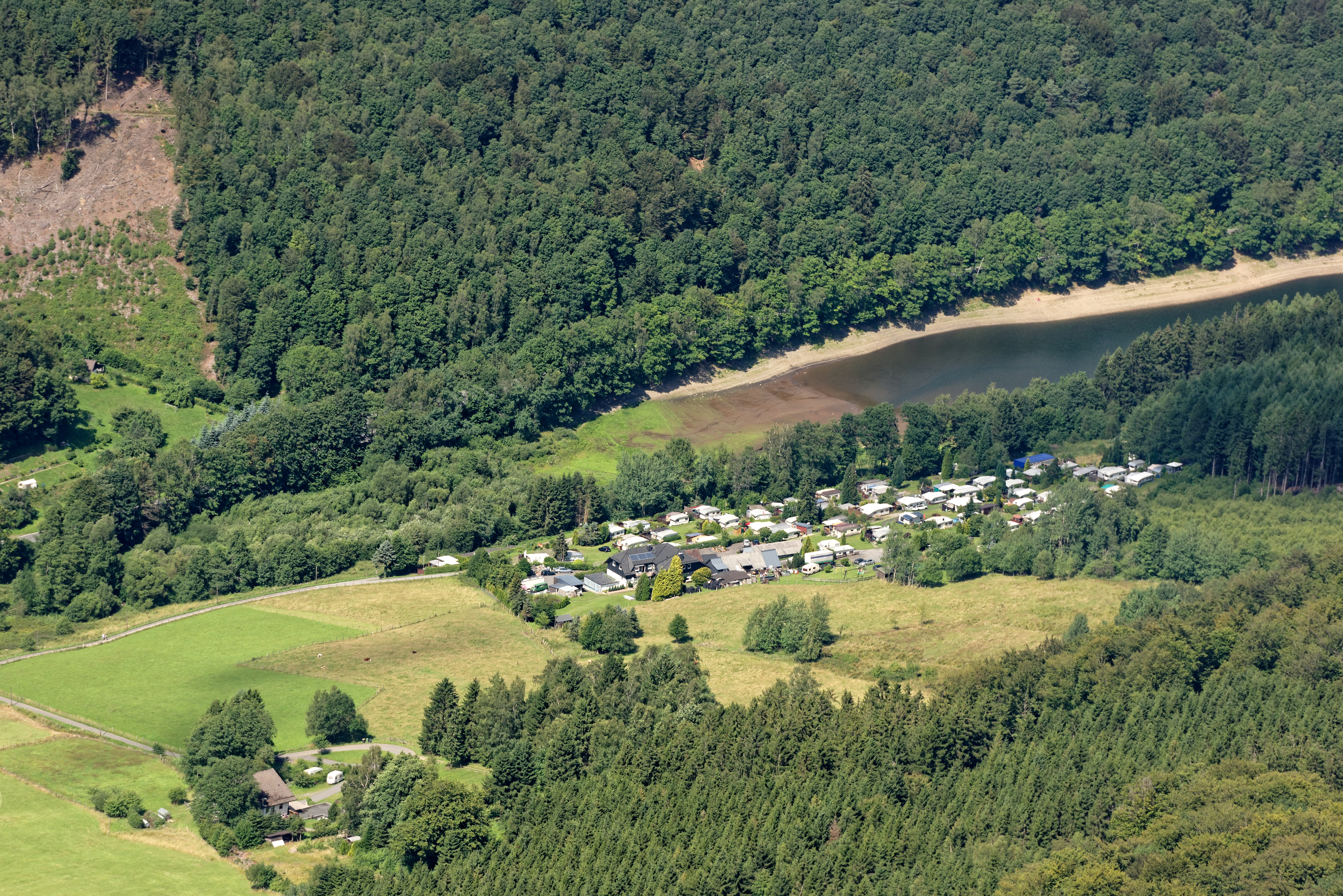
Campingplatz an der Stauwurzel der Oestertalsperre

Herscheid liegt in der bergigen Landschaft des Sauerlandes im südöstlichen Märkischen Kreis. Südlich der Gemeinde erhebt sich die Nordhelle, mit 663 m der höchste Berg im Ebbegebirge. Dort entspringt der Ebbebach, der an der östlichen Ortsgrenze zur Oestertalsperre aufgestaut wird. Die Verse- und Fürwiggetalsperre liegen westlich von Herscheid. Auf der Gasmert (534 m ü. NN), teilweise auf Herscheider Gemeindegebiet liegend, begrenzt die Stadt westlich.

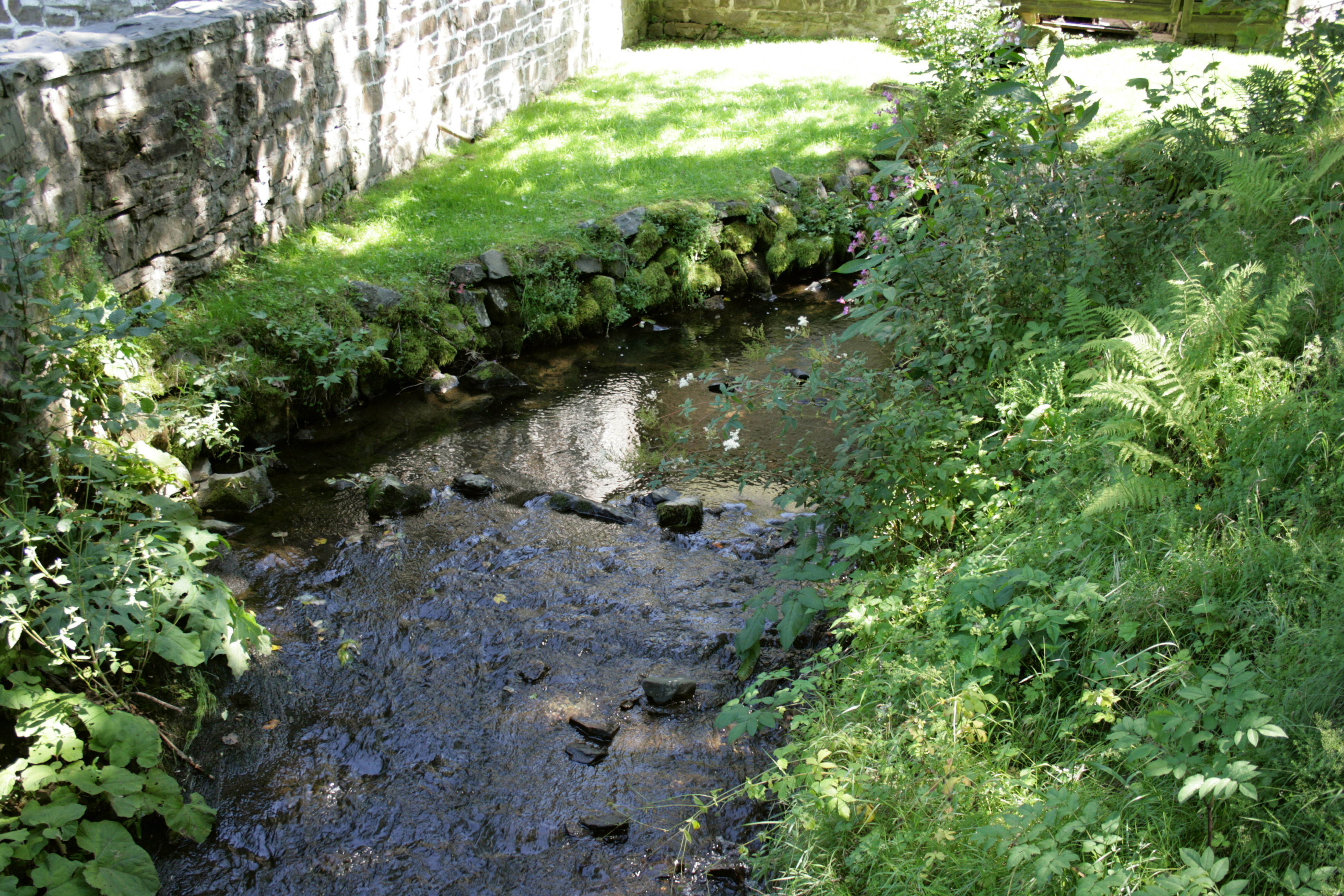
Schwarze Ahe

Im Nordwesten fließt die Schwarze Ahe, die in Werdohl-Altenmühle in die Verse mündet. Leicht außerhalb des Herscheider Zentrums fließt der Bruchbach, der im Naturschutzgebiet „Auf dem Roten Schlote“ entspringt, östlich vom Zentrum in die Weiße Ahe mündet und in Hüinghausen in die Else fließt. Nördlich reicht das Gemeindegebiet bis zum Sirriner Berg (460 m ü. NN) und zur Osthelle (418 m ü. NN). Der niedrigste Punkt von Herscheid liegt im Tal der Schwarzen Ahe auf einer Höhe von 250 m ü. NN.

### Geologie
Der Nordteil der Gemeindefläche liegt in der Lüdenscheider Mulde. Die Herscheider Ebbe um Herscheid stellt den nördlich zentralen Teil des Ebbegebirges dar. Die Herscheider Schichten im Ebbe-Sattel gehören ins Ordovizium und bestehen aus schwarzen Bänderschiefern und Sandsteinen des Mittelordovizium bzw. Unterordovizium. In den Gesteinsschichten bei Kiesbert wurden diverse Fossilien gefunden.

### Ausdehnung des Gemeindegebietes und Flächennutzung

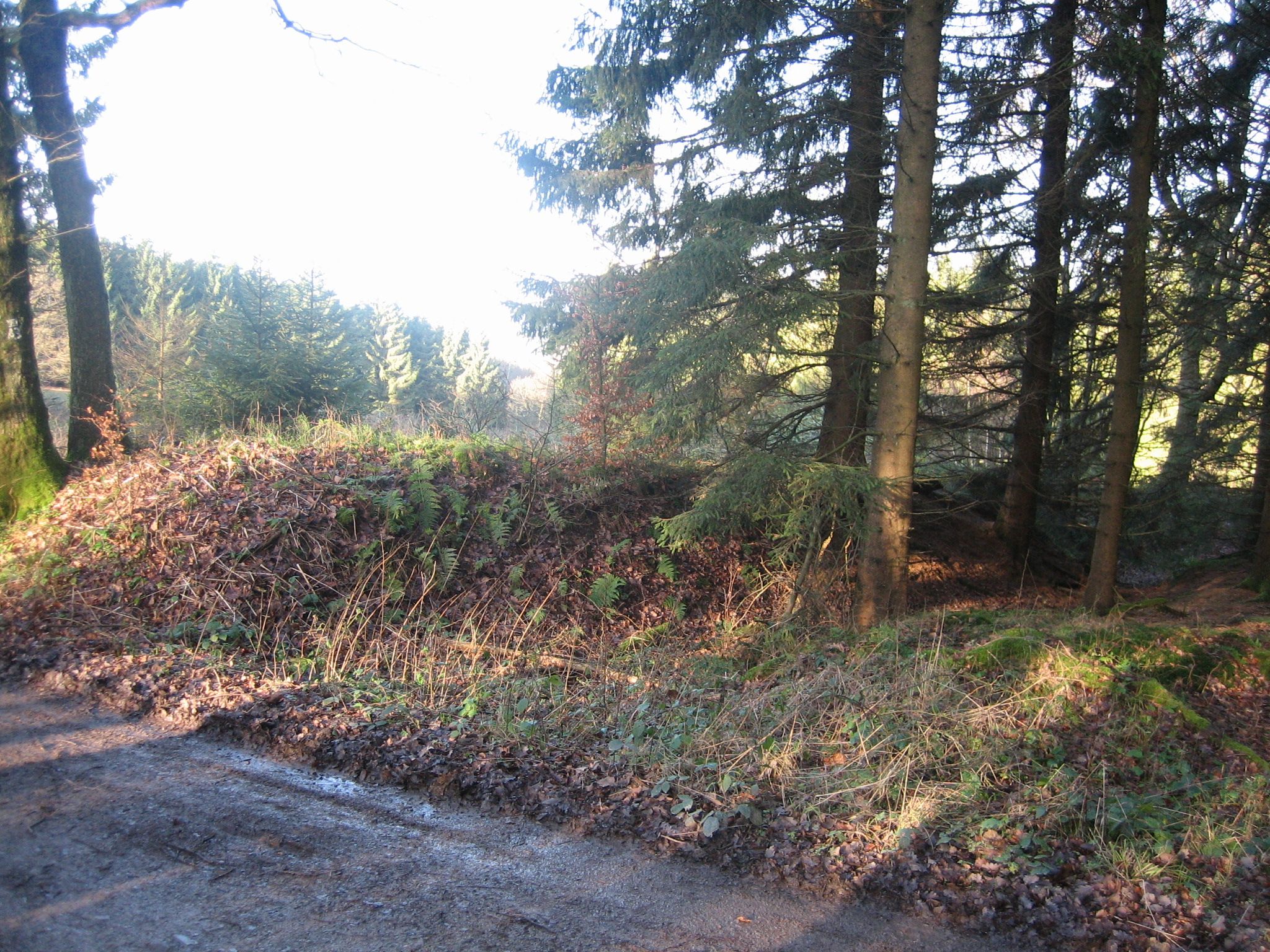
Landwehr am Welliner Höhenweg

Die längste Nord-Süd-Ausdehnung des Gemeindegebietes beträgt 9,6 km, die längste West-Ost-Ausdehnung 9,4 km. Nördlichste Ortschaft ist Wiesenfeld, die südlichste Ortschaft Hervel. Stottmert, nahe dem südlichen Zipfel der auf Lüdenscheider Stadtgebiet liegenden Versetalsperre, ist die westlichste Ortschaft in Herscheid, Hüinghausen die östlichste. Die Gemeindegrenze zwischen Herscheid und Plettenberg verläuft heute noch in Höhe der Landwehr zwischen Wellin und Welliner Baum.
Waldflächen nehmen mit 58,3 Prozent den größten Teil des Gemeindegebietes ein, gefolgt von landwirtschaftlichen Flächen mit 32,4 Prozent. 8,4 Prozent sind Siedlungen und Verkehrsflächen, 0,9 Prozent sonstige Flächen. Herscheid hat mit 124 Einwohnern je Quadratkilometer die geringste Siedlungsdichte im Märkischen Kreis.

### Nachbarstädte
Nachbarstädte von Herscheid sind Werdohl (im Norden), Plettenberg (im Osten), Attendorn (im Südosten), Meinerzhagen (im Süden) und Lüdenscheid (im Westen). Mit Ausnahme der Stadt Attendorn, die bereits im Kreis Olpe liegt, gehören die übrigen Nachbarstädte zum Märkischen Kreis.

### Gemeindegliederung
Das Gemeindegebiet ist nicht in Ortsteile gegliedert. Zur Gemeinde Herscheid gehören die Siedlungen Ahemühle, Alfrin, Am Berge, Am Bergei, Am Spielberg, Am Stünnebrink, Auf den Erlen, Becke, Berghagen, Beul, Birkenhof, Blumenthal, Breitenfeld, Brenscheid, Brink, Bruch, Bubbecke, Bulmecke, Danklin, Daum, Dürhölten, Ebbefeld, Ebbemühle, Eichholz, Elsen, Emmeszaun, Friedlin, Friedrichsthal, Gasmert, Germelin, Gern, Grauensiepen, Grünenthal, Grünewald, Habbel, Hahn, Hämmchen, Hardt, Hardtnocken, Haus Habbel, Haushagen, Heide, Heimenthal, Herscheider Mühle, Hervel, Hesberg, Heusprenkel, Hochstein, Höh, Höher Mühle, Höher Schule, Hohl, Höllmecke, Hüinghausen, Im Ebbe, In den Erlen, In der Höh, In der Schlade, Jägerhof, Kalthof, Katerlöh, Kiesbert, Kleefeld, Klingelschlade, Kuhlen, Kuhlenkamp, Langebecke, Lingenbecke, Lütgenbruch, Marlin, Müggenbruch, Neue Wermecke, Neuemühle, Neuenhaus, Nieder-Holte, Nieder-Mesten, Nordhelle, Ober-Holte, Ober-Mesten, Ober-Stuberg, Piene, Pütt, Rammsiepen, Rärin, Reblin, Recäs, Rohland, Rosenthal, Rüendanz, Schirtenbecke, Schlade, Schleifkotten, Schlucht, Schluchtsiepen, Schönebecke, Schöttlerei, Schreiberei, Schwarze Ahe, Siepen, Sirrin, Sohl, Sonnenhohl, Sterl, Stöpplin, Stottmert, Stucken, Stünnebrink, Umweg, Verse, Vogelsang, Vohr, Von der Heide, Vor der Höh, Vorm Hervel, Voßhelle, Waldmin, Warbollen, Wäsche, Weiße Ahe, Weißenstein, Wellin, Wermecke, Wiebruch, Wiesenfeld, Wiesenkämpfen, Wiesenthal und Wigginghausen.

Herscheid Panoramabild

### Klima
Das Herscheider Klima ist atlantisch geprägt. Verantwortlich dafür sind die vorherrschenden westlichen Winde. Charakteristisch sind die verhältnismäßig großen Niederschlagsmengen und die für die Höhenlage gemäßigten Temperaturen. Der Juli ist mit durchschnittlich rund 15,6 °C der wärmste und der Januar mit −0,4 °C der kälteste Monat. Die mittlere Jahrestemperatur liegt bei 7,7 °C. Die jährlichen Niederschlagsmengen liegen bei 997 l/m².

## Geschichte

### Mittelalter und Frühe Neuzeit
1072 übereignete der Kölner Erzbischof Kirche und Ort dem neu gegründeten Kloster Grafschaft. Der Ort gehörte später zur Grafschaft Mark. Ungewöhnlich ist, dass die Grafen bereits vor dem 15. Jahrhundert das Jagdrecht in der Herscheider Mark verliehen. Der Hintergrund soll gewesen sein, dass die Bauern geholfen hatten, den im Ebbegebirge gefangenen Grafen Engelbert III. zu befreien. Weitere Privilegien waren ein eigenes Richteramt, Holz- und Fischereirechte. Der Ort war im Spätmittelalter Sitz eines Freigerichtes. Erste Berichte setzen 1386/1387 ein. Die Quellenbelege enden 1499/1512. Zumindest in einem Fall war das Gericht mit einem überregional bedeutsamen Verfahren befasst. Insgesamt war die Zahl der Fälle im Vergleich mit anderen Gerichten niedrig. Im Dreißigjährigen Krieg und bei zwei großen Dorfbränden, 1686 und 1862, wurde die ältere Bausubstanz weitgehend vernichtet. Teilweise verschont blieb lediglich die massive heutige Apostelkirche. Der Wiederaufbau nach 1862 erfolgte überwiegend in Massivbauweise.

### Montangeschichte

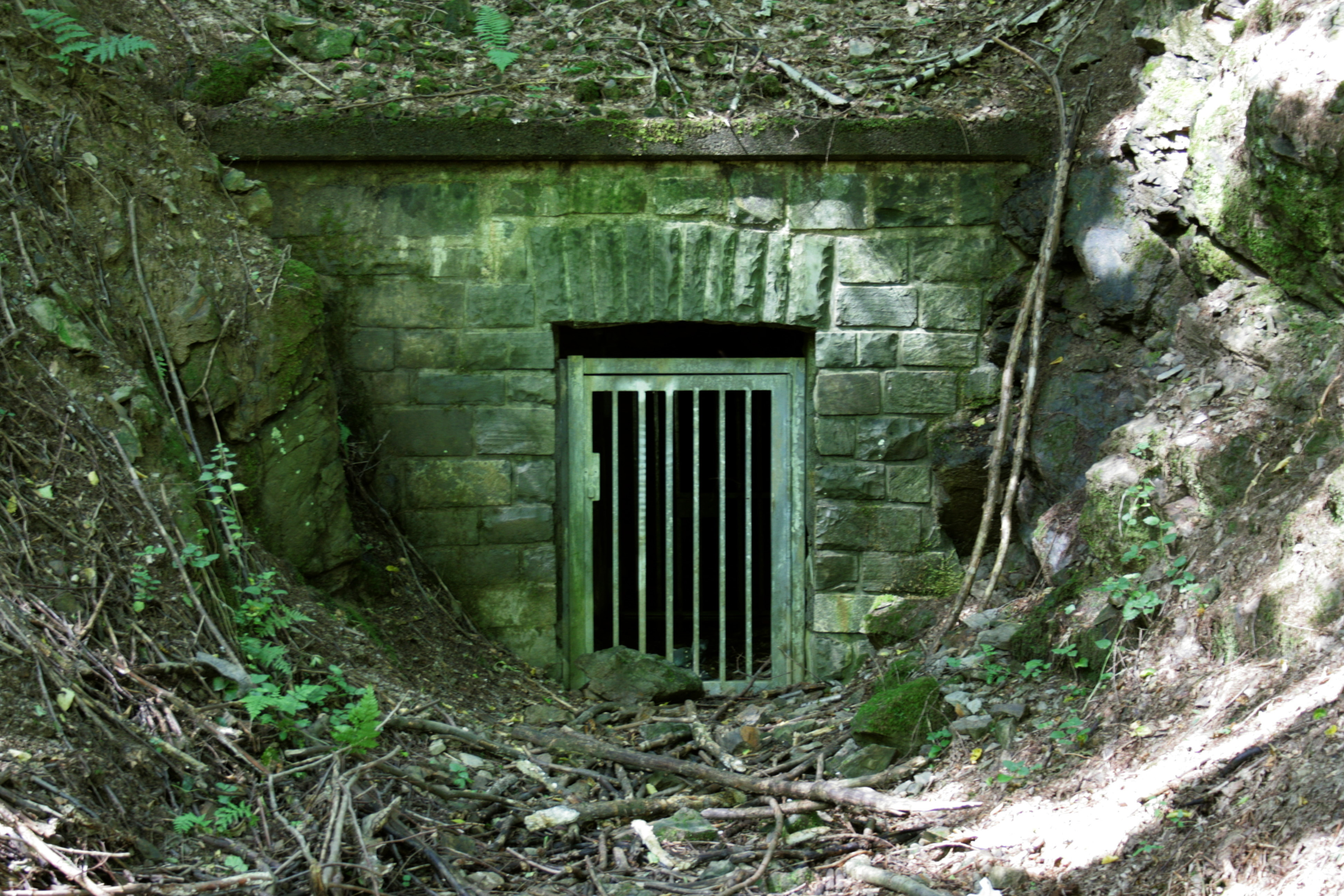
Grube Silberblick am Grubenlehrpfad

Neben der Landwirtschaft in den zahlreichen Weilern hatten im Gemeindegebiet die Erzgewinnung und Metallverarbeitung von jeher Bedeutung. Davon zeugen etwa am Silberg alte Bergbaustollen. Am Silber reicht die schriftliche Überlieferung des Bergbaus bis ins 17. Jahrhundert zurück. Im 18. Jahrhundert wurde der Betrieb sehr eingeschränkt fortgeführt. Im 19. Jahrhundert wurden zwar neue Gruben abgeteuft, aber diese wurden bald wieder aufgegeben. Daneben gab es zahlreiche weitere Gruben und Bergwerke. Insgesamt war die Fördermenge im Raum Herscheid begrenzt. An den Bergbau erinnert seit Ende der 1970er Jahre ein Lehrpfad.
Das Ahe- und Elsetal waren traditionellen Gewerbestandorte in der Nachfolge vor- und frühindustrieller Produktionsstätten wie des Ahe-Hammers. Es existierten in der näheren Umgebung zahlreiche Rennfeuerhütten, seit dem 13. Jahrhundert leistungsfähigere Eisenschmieden und später ab dem 15. Jahrhundert auch wasserkraftgetriebene Anlagen zur Eisenerzeugung und -verarbeitung. Betrieben wurden die Anlagen von meist Reidemeister genannten Unternehmern. Insbesondere die Osemundschmieden, d. h. das Frischen des Roheisens zur Herstellung schmiedbaren Materials, waren von Bedeutung. Anfangs waren die Anlagen noch mit der Verhüttung verbunden, später wurde das Eisen meist aus dem Siegerland und im geringeren Maß auch aus dem Herzogtum Westfalen bezogen.

### 19. und 20. Jahrhundert
Auf dem Gebiet der heutigen Gemeinde Herscheid wurde in der Franzosenzeit im Kanton Neuenrade des Großherzogtums Berg die Mairie (Bürgermeisterei) Ebbe eingerichtet. Nachdem das Gebiet der früheren Grafschaft Mark 1815 wieder an Preußen gefallen war, bestand die Mairie Ebbe als preußische Bürgermeisterei Ebbe im 1817 wiedergegründeten Kreis Altena fort. Für die Bürgermeisterei Ebbe setzte sich in den 1830er Jahren der Name Bürgermeisterei Herscheid durch. Im Rahmen der Einführung der Landgemeinde-Ordnung für die Provinz Westfalen wurde 1843 aus der Bürgermeisterei Herscheid das Amt Herscheid gebildet, dessen einzige Gemeinde die Gemeinde Herscheid war.
Noch Anfang des 19. Jahrhunderts bestanden in Herscheid acht bis zehn traditionelle eisenverarbeitende Werke. Die Betriebe benötigten nur wenige Arbeitskräfte. Indirekte Verdienstmöglichkeiten bestanden aber durch die Herstellung von Holzkohle oder den Transport von Rohstoffen und den Export der Waren oft bis in das bergische Land. Mit dem Aufkommen der mit Steinkohle betriebenen Puddelwerke etwa seit den 1830er Jahren verschwanden die Osemundschmieden. Dies führte in Zusammenhang mit schlechten landwirtschaftlichen Verhältnissen in den 1840er Jahren zu einer wirtschaftlichen Krise, die schließlich durch die Konzentration auf die Landwirtschaft und die Ansiedlung einiger neuer gewerblicher Betriebe überwunden werden konnte.
Die Landwirtschaft war auf Grund der Höhenlage und der teilweise kargen Böden wenig ergiebig. Hinzu kam die kleinbetriebliche Struktur. Neben wenigen Vollbauern gab es zahlreiche Kleinbauern, die einige Kühe halten konnten und ein Zugtier besaßen. Hinzu kamen als Kleinstbetriebe die Kötter. Deren Besitz reichte höchstens zur Selbstversorgung aus und der Hauptverdienst stammte aus gewerblicher Arbeit. Nach dem Zweiten Weltkrieg gaben die meisten Klein- und Kleinstbetriebe auf, so dass nur wenig größere und leistungsfähigere Höfe zurückblieben.

Der erste Zug von Herscheid nach Plettenberg

Am 8. Juli 1915 wurde die Bahnstrecke Plettenberg–Herscheid eröffnet, nachdem zuvor die letzte Postkutsche Plettenberg von Herscheid her erreicht hatte.
Nach der Revolution von 1918/19 nahm die Zahl der sozialdemokratischen Anhänger in Herscheid zu, ohne dass ein eigener Ortsverein entstanden wäre. Auch die bürgerlichen Parteien wie die DVP und die DNVP waren im Ort aktiv. Für die letztere, rechtsgerichtete Partei trat der örtliche Pfarrer offen ein. Daneben entstanden Ortsgruppen des Stahlhelm und des Jungdeutschen Ordens. Zu Beginn der 1930er Jahre begann auch die NSDAP Fuß zu fassen. Auch die KPD war in dieser Zeit in Herscheid aktiv.
Bei der Reichstagswahl im November 1932 kam die NSDAP bereits auf etwa 45,51 %. Dies war deutlich mehr als im Reichsdurchschnitt (33,1 %). Die SPD (19,72 %) und die KPD (19,58 %) waren etwa gleich stark. Ohne eine nennenswerte katholische Bevölkerung spielte das Zentrum (0,95 %) keine Rolle. Die DNVP kam auf 9,28 %. Alle übrigen Parteien waren bereits marginalisiert (DVP 1,39 %, ev. Volksdienst 1,61 %, Deutsche Staatspartei 1,97 %). Bei den Reichstagswahlen vom März 1933 dominierte die NSDAP mit 66,24 % eindeutig das politische Leben. Auch bei dieser Wahl war die Partei in Herscheid deutlich stärker als auf Reichsebene (43,9 %). Die SPD hatte sich mit 16,36 % annähernd halten können, während die KPD (5,79 %) den stärksten Einbruch hinnehmen musste. Die DNVP, die sich nun Kampffront Schwarz-Weiß-Rot nannte, kam auf 7,56 %. Die übrigen Parteien spielten weiter keine Rolle mehr (Zentrum 0,46 %, DVP 0,91 %, Ev. Volksdienst 1,32 %, Dt. Staatspartei 1,37 %).
Nach dem Beginn der Zeit des Nationalsozialismus wurden das politische und gesellschaftliche Leben, wie überall in Deutschland, gleichgeschaltet und die politischen Gegner ausgeschaltet. Da es keine jüdischen Einwohner gab, spiegelt sich die Judenverfolgung in Herscheid nicht direkt wider. Erhebliche Auseinandersetzungen gab es in der evangelischen Kirchengemeinde zwischen den regimetreuen Deutschen Christen um den amtierenden Pfarrer und der Frauenhilfe, die der bekennenden Kirche nahe stand.
Die Gemeinde wurde vom Bombenkrieg lange Zeit verschont. Lediglich ein paar Notabwürfe richteten Schaden an. Im Frühjahr 1945 erreichte der Zweite Weltkrieg auch Herscheid. Im Zusammenhang mit der Ruhrkesselschlacht wurde eine Armeewaffenschule nach Herscheid verlegt. Daneben wurden Verteidigungsvorbereitungen getroffen. Mit der näher rückenden Front nahmen die Tieffliegerangriffe zu. Etwa ab dem 11. April kam es zu Gefechten zwischen deutschen und amerikanischen Einheiten. Am Morgen des 13. April rückten die Amerikaner in Herscheid ein. Die deutschen Truppen beschossen die Gegner von der Herscheider Mühle aus. Bei den Kämpfen wurden verschiedene Gebäude beschädigt. Zivilisten und Soldaten wurden während der Kämpfe verwundet und getötet. Auch der Chor der Apostelkirche wurde getroffen und der Barockaltar zerstört.

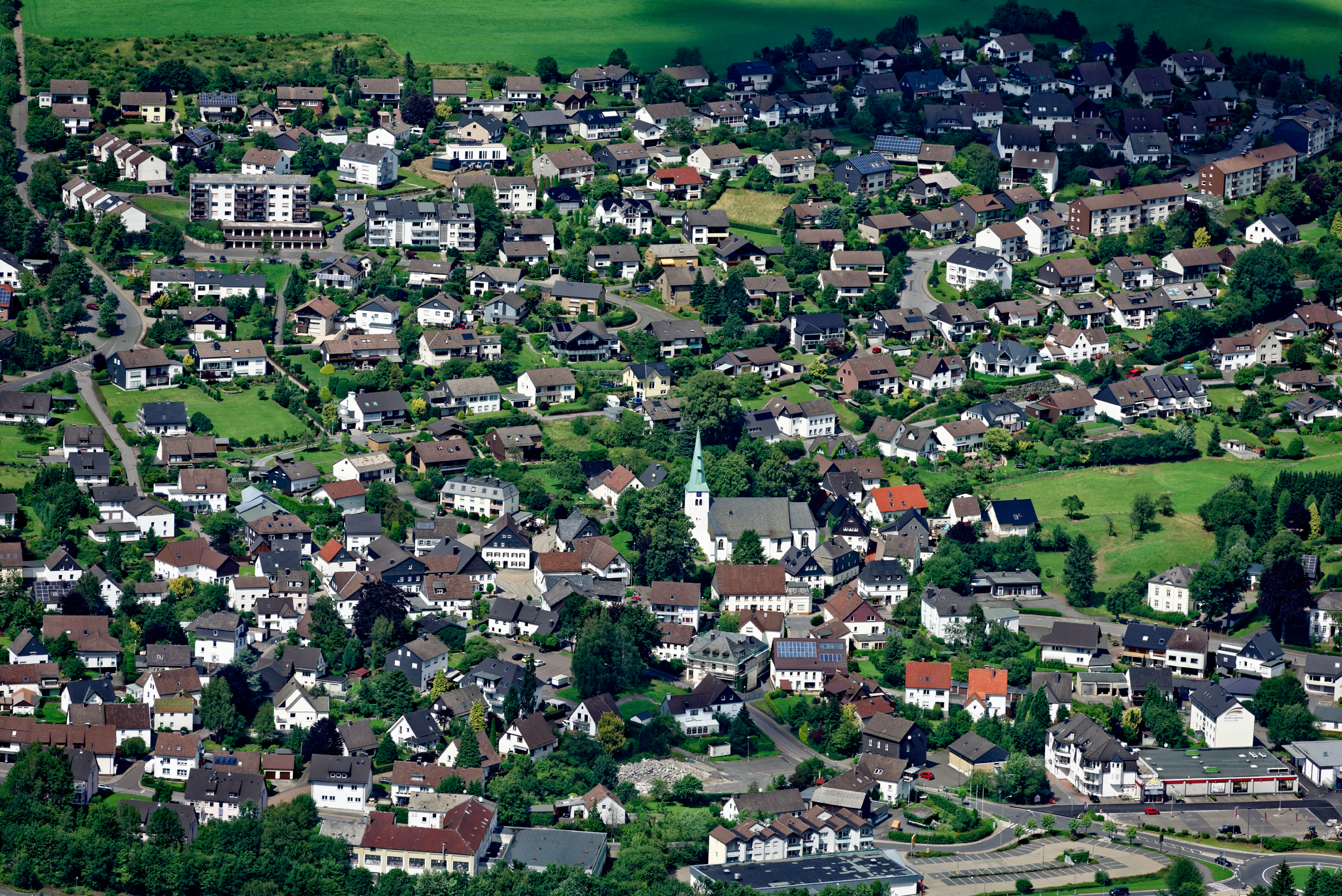
Herscheider Ortskern

In der Zeit nach dem Zweiten Weltkrieg wuchsen vor allem die Siedlungsschwerpunkte Herscheid-Dorf und Hüinghausen stark. Für das Wachstum des Ortes spielte auch die Aufnahme von Vertriebenen und Flüchtlingen eine Rolle. In der unmittelbaren Nachkriegszeit kamen so insgesamt über 850 Menschen nach Herscheid. Dies entspricht etwa 18 % der Bevölkerung. Größere Einfamilienhausgebiete entstanden, und durch einen verbesserten Straßenausbau wurde Herscheid auch für in Lüdenscheid oder Plettenberg tätige Berufspendler als Wohnort interessant.

### Eingemeindungen
Am 1. Januar 1969 wurden Gebietsteile der aufgelösten Gemeinde Lüdenscheid-Land eingegliedert. Herscheid kam zum neuen Kreis Lüdenscheid und 1975 zum Märkischen Kreis.

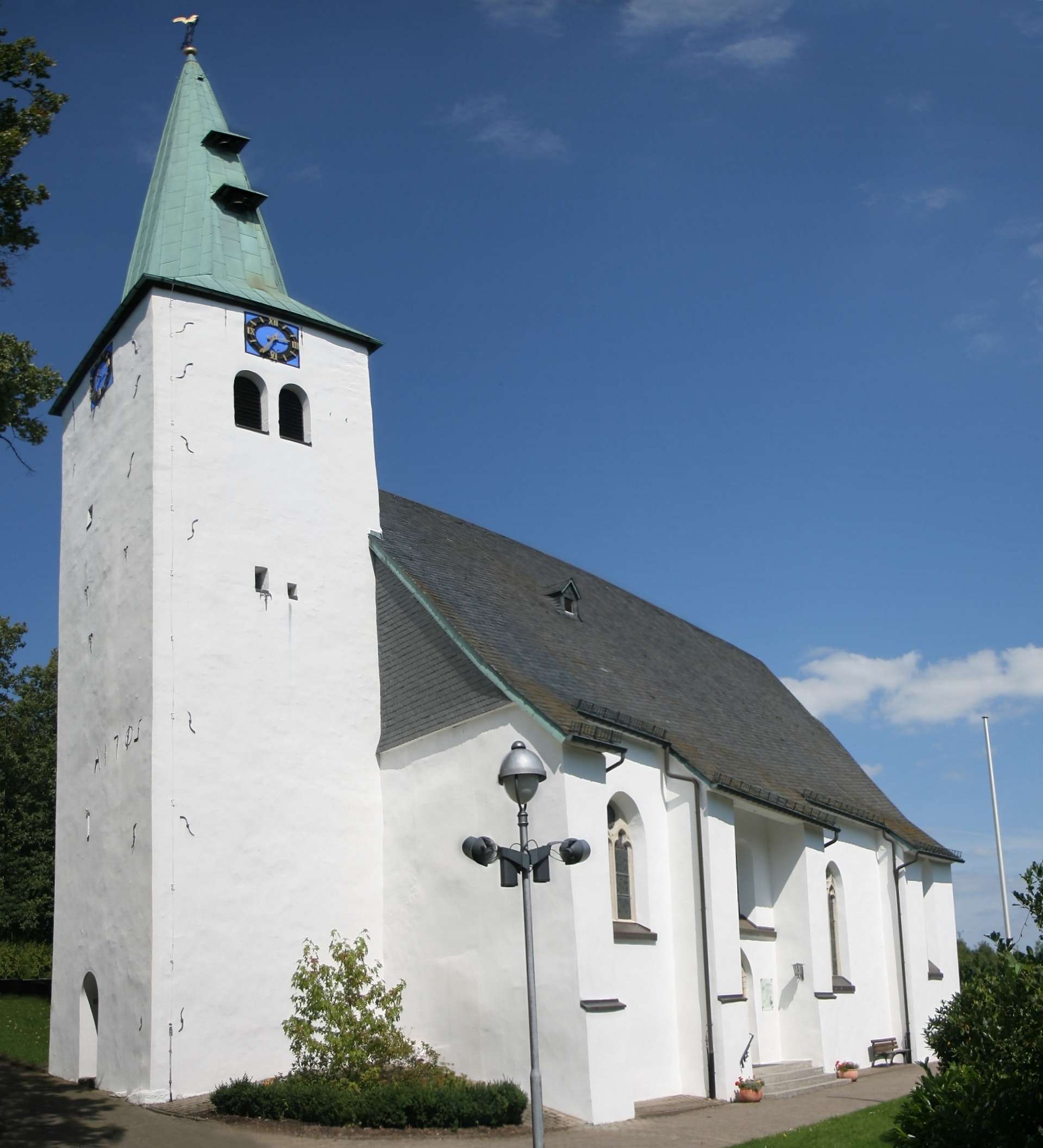
Evangelische Apostelkirche

### Religionen
Das südliche märkische Sauerland wurde spätestens im 9. Jahrhundert christianisiert. Im Jahr 1072 überwies Erzbischof Anno II. von Köln dem Kloster Grafschaft unter anderem die Kirche in Hertsceido. Ab der Mitte des 13. Jahrhunderts war Herscheid vermutlich eine selbstständige Kirchengemeinde. 1552 wurde die Gemeinde evangelisch. Sie steht in der presbyterial-synodalen Tradition der Kirche in der Grafschaft Mark. Die Zahl der katholischen Einwohner blieb bis weit in das 20. Jahrhundert hinein gering. Erst als mit großen Arbeitsdienstlagern in den 1930er Jahren sich eine nennenswerte Zahl von Katholiken in der Gemeinde aufhielt, wurden auch wieder katholische Gottesdienste abgehalten. In der Folge entwickelte sich eine Gemeinde, die in den 1960er Jahren eine eigene Kirche baute.

### Konfessionsstatistik
Im Jahr 2011 waren 50,6 % (3725 Einwohner) der Bevölkerung evangelisch und 19,1 % (1404 Einwohner) katholisch. 2234 Einwohner (30,3 %) hatten einen anderen Glauben oder waren religionslos. Die Zahl der Katholiken ist seitdem gesunken. Derzeit (Stand 31. Dezember 2019) sind von den 6954 Einwohnern 17,9 % (1245) katholisch.

### Einwohnerstatistik

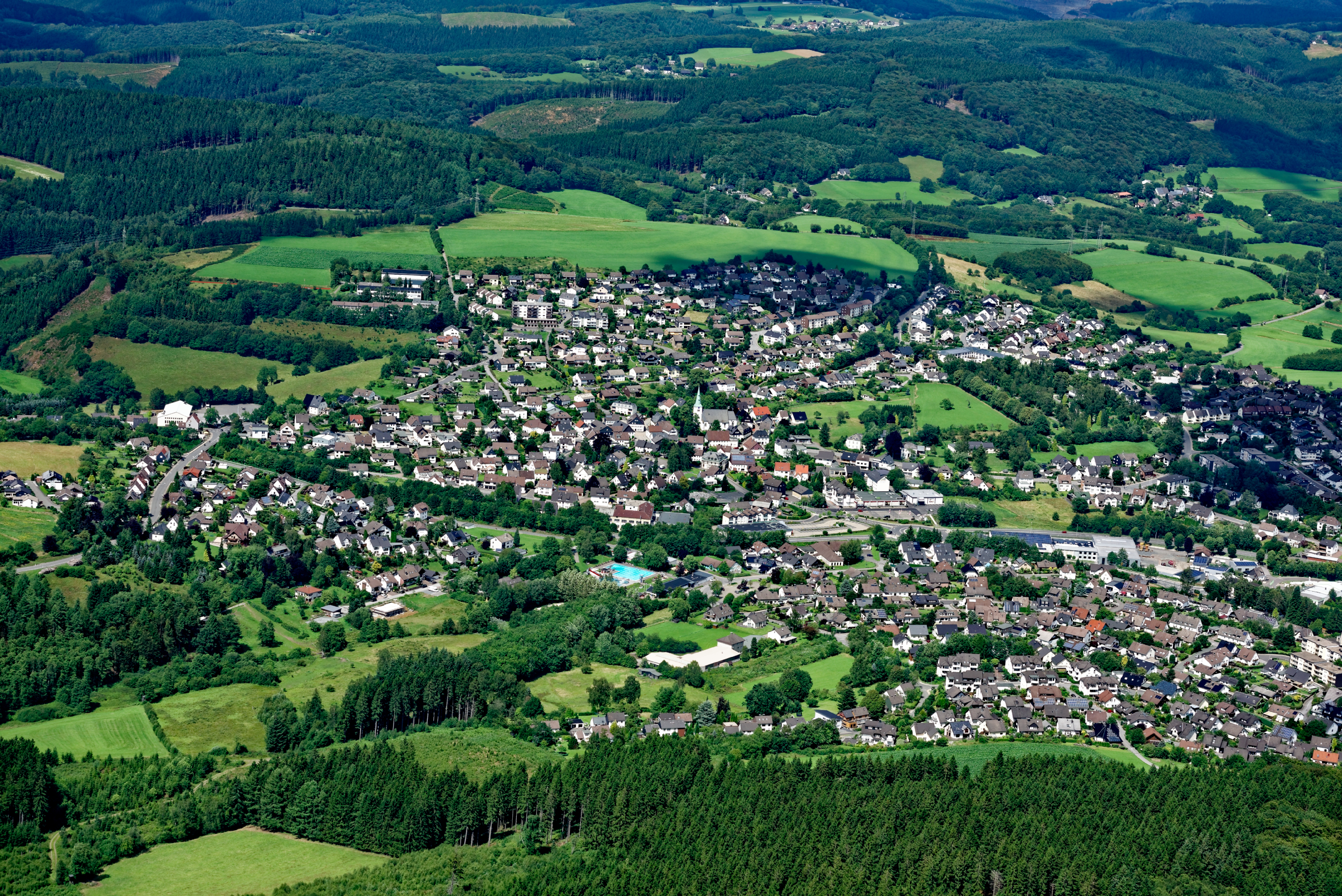
Luftaufnahme

| Jahr | Einwohner |
| ---- | --------- |
| 1722 | 1.309     |
| 1810 | 1.336     |
| 1910 | 3.054     |
| 1950 | 4.534     |
| 1970 | 5.480     |
| 1990 | 7.141     |
| 2000 | 7.574     |
| 2010 | 7.216     |
| 2022 | 6.954     |

## Politik

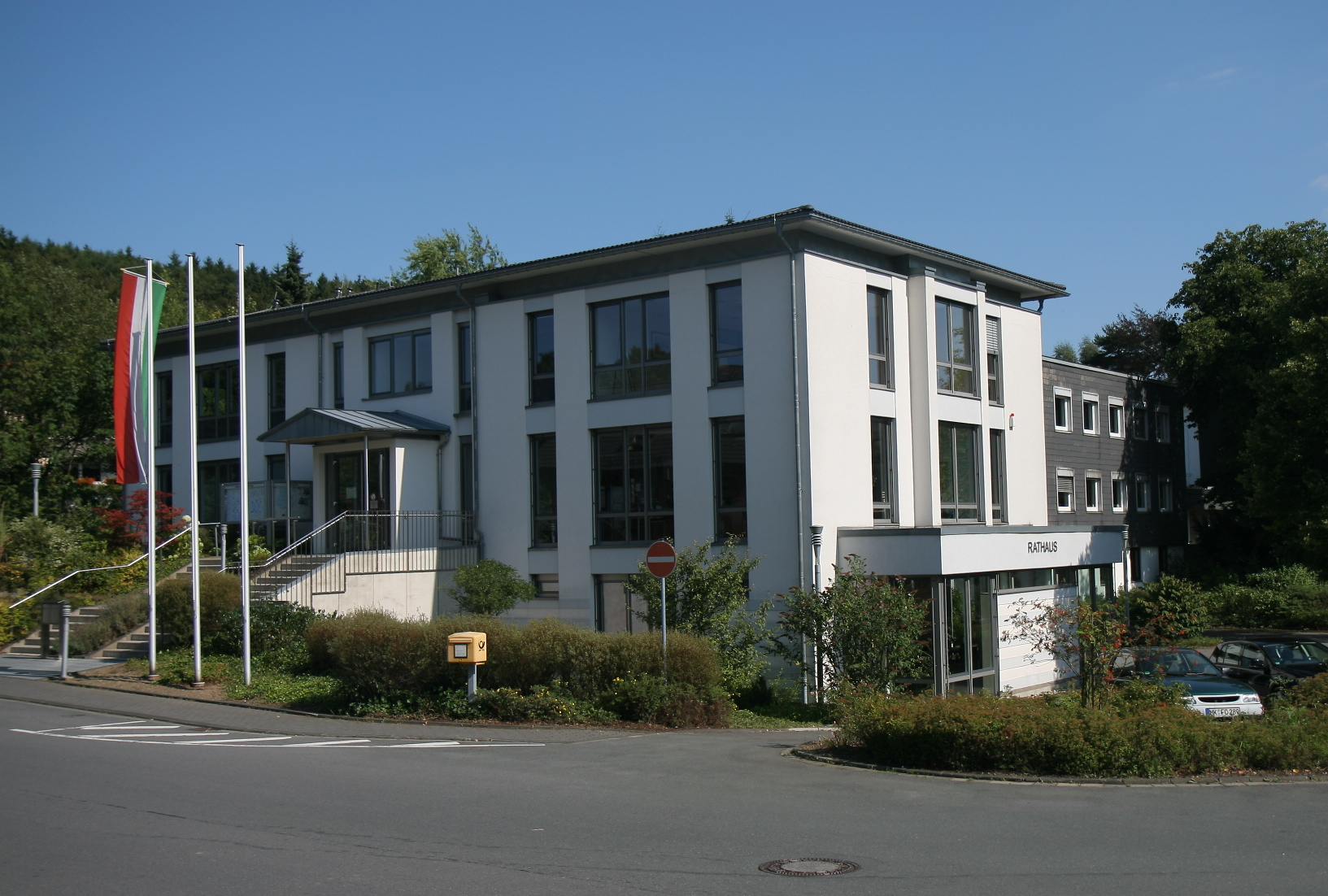
Rathaus Herscheid

### Bürgermeister ab 1945
In der Zeit vom 6. Juni 1945 bis zum 25. Oktober 1945 war Hermann Alberts kommissarischer Bürgermeister. Anschließend war vom 26. Oktober 1945 bis zum 4. April 1946 Gustav Potthoff hauptamtlicher Bürgermeister. Danach war Potthoff Gemeindedirektor.
Ehrenamtliche Bürgermeister:
- 1946–1948 Albrecht Heesemann (CDU)
- 1948–1961 Alfred Herfel (SPD)
- 1961–1979 Erwin Schöttler (FWV/UWG)
- 1979–1994 Wolfgang Weyland (CDU)
- 1994–1999 Wolfgang Vöpel (SPD)

Hauptamtliche Bürgermeister:
- 1999–2004 Karl Peter Heinz (parteilos), zuvor seit dem 17. April 1990 Gemeindedirektor
- 2004–2009 Lothar Schütz (parteilos)
- seit dem 21. Oktober 2009 Uwe Schmalenbach (parteilos)[34]

### Gemeinderat
Aktuell sind im Gemeinderat fünf Parteien und eine Wählergruppe vertreten. Bei den Kommunalwahlen errangen die Parteien und die Gruppierung folgende Stimmanteile und Anzahl von Sitzen im Gemeinderat.
| Stimmenanteile | Stimmenanteile | Stimmenanteile | Stimmenanteile | Stimmenanteile | Stimmenanteile | Stimmenanteile |
| Jahr           | CDU            | SPD            | UWG            | Grüne          | FDP            | ÖDP            |
| -------------- | -------------- | -------------- | -------------- | -------------- | -------------- | -------------- |
| 1948           | 36,2           | 49,2           | 5,2            | 0              | 0              | –              |
| 1952           | 31,6           | 50,5           | 0              | 0              | 16,5           | –              |
| 1956           | 26,3           | 54,4           | 0              | 0              | 19,3           | –              |
| 1961           | 22,9           | 29,6           | 18,5           | 0              | 29             | –              |
| 1964           | 23,1           | 30,0           | 24,1           | 0              | 20,3           | –              |
| 1969           | 23,6           | 34,8           | 31,2           | 0              | 10,4           | –              |
| 1975           | 29,8           | 40,1           | 24,9           | 0              | 5,2            | –              |
| 1979           | 32,4           | 42,4           | 18,9           | 0              | 6,3            | –              |
| 1984           | 36,5           | 41,2           | 17,9           | 0              | 4,4            | –              |
| 1989           | 31,3           | 36,7           | 20,3           | 8,5            | 3,2            | –              |
| 1994           | 33,3           | 35,3           | 25,6           | 5,8            | 0              | –              |
| 2004           | 40,4           | 31,0           | 15,6           | 4,9            | 8,0            | –              |
| 2009           | 36,7           | 32,7           | 15,5           | 5,0            | 10,1           | –              |
| 2014           | 41,03          | 34,71          | 12,79          | 6,73           | 4,74           | –              |
| 2020           | 38,27          | 23,26          | 12,82          | 12,03          | 7,20           | 6,41           |
| Sitzverteilung |                |                |                |                |                |                |
| Jahr           | CDU            | SPD            | UWG            | Grüne          | FDP            | ÖDP            |
| 1948           | 4              | 6              | 1              | 0              | 0              | –              |
| 1952           | 6              | 9              | 0              | 0              | 3              | –              |
| 1956           | 5              | 10             | 0              | 0              | 3              | –              |
| 1961           | 4              | 6              | 3              | 0              | 5              | –              |
| 1964           | 4              | 6              | 5              | 0              | 4              | –              |
| 1969           | 4              | 7              | 6              | 0              | 2              | –              |
| 1975           | 8              | 11             | 7              | 0              | 1              | –              |
| 1979           | 9              | 11             | 5              | 0              | 2              | –              |
| 1984           | 10             | 12             | 5              | 0              | 0              | –              |
| 1989           | 9              | 10             | 6              | 2              | 0              | –              |
| 1994           | 9              | 10             | 7              | 1              | 0              | –              |
| 2004           | 9              | 7              | 3              | 1              | 2              | –              |
| 2009           | 8              | 7              | 4              | 1              | 2              | –              |
| 2014           | 9              | 8              | 3              | 1              | 1              | –              |
| 2020           | 8              | 5              | 3              | 3              | 2              | 1              |

Die Wahlbeteiligung lag im Jahr 2004 bei 58,8 %, im Jahr 2009 bei 55,4 %, im Jahr 2014 bei 52,98 % und im Jahr 2020 bei 54,06 %.

### Ergebnisse der Landtags- und Bundestagswahlen
Bei der letzten Landtags- und Bundestagswahl erhielten die Parteien in Herscheid folgende Stimmenanteile:
| Partei     | Landtagswahl 2012 (Zweitstimmen) | Bundestagswahl 2013 (Zweitstimmen) |
| ---------- | -------------------------------- | ---------------------------------- |
| CDU        | 26,40 %                          | 40,41 %                            |
| SPD        | 43,42 %                          | 32,49 %                            |
| FDP        | 7,37 %                           | 4,89 %                             |
| Die Grünen | 8,07 %                           | 6,22 %                             |
| Die Linke  | 1,78 %                           | 5,36 %                             |
| PIRATEN    | 8,32 %                           | –                                  |
| AfD        | –                                | 5,01 %                             |
| Sonstige   | 4,65 %                           | 5,60 %                             |

### Wappen
| Wappen der Gemeinde Herscheid | Blasonierung Das Wappen zeigt in Gold den von Rot und Silber in drei Zeilen geschachten Balken des Grafen von der Mark, aus dem ein wachsender roter Hirsch aufsteigt. Beschreibung Das Wappen der Gemeinde Herscheid zeigt das Schachbrettmuster der Grafschaft Mark. Darüber ist ein Hirsch abgebildet, der ebenso wie der Jäger im Wappen der ehemaligen Gemeinde Valbert die Jagdprivilegien symbolisiert, die den Gemeinden von Herzog Johann III. von Kleve verliehen wurden. Daneben verweist er auch auf eine Interpretation des Ortsnamens, der auf westfälisch: Hiärschge „Hirsch“ zurückgehen soll. Das Wappen wurde der Gemeinde 1935 verliehen und geht auf einen Entwurf von Professor O. Schupp zurück. |

## Kultur und Sehenswürdigkeiten
Für kulturelle Veranstaltungen steht im Zentrum von Herscheid die Schützenhalle/Gemeindehalle zur Verfügung. Im Ortsteil Hüinghausen gibt es mit der Ramberghalle einen zweiten größeren Veranstaltungsort. Der MGV Constantia Herscheid nutzt für seine Matinee-Konzerte den Bürgersaal des Rathauses. Hier finden unter anderem auch Kleinkunstveranstaltungen statt. Eine Theaterbühne hat Herscheid nicht. Das nächstgelegene größere Theater befindet sich in Hagen.

### Museen
Vom Ortsteil Hüinghausen aus verkehrt die Märkische Museums-Eisenbahn nach Plettenberg-Köbbinghauser Hammer. Der Spieker ist im Jahre 2005 in den Besitz der Gemeinde übergegangen. Er wird vom Geschichts- und Heimatverein betreut. Die dort eingerichtete Heimatstube kann man in regelmäßigen Abständen an Wochenenden oder auf Anfrage besichtigen.

### Bauwerke

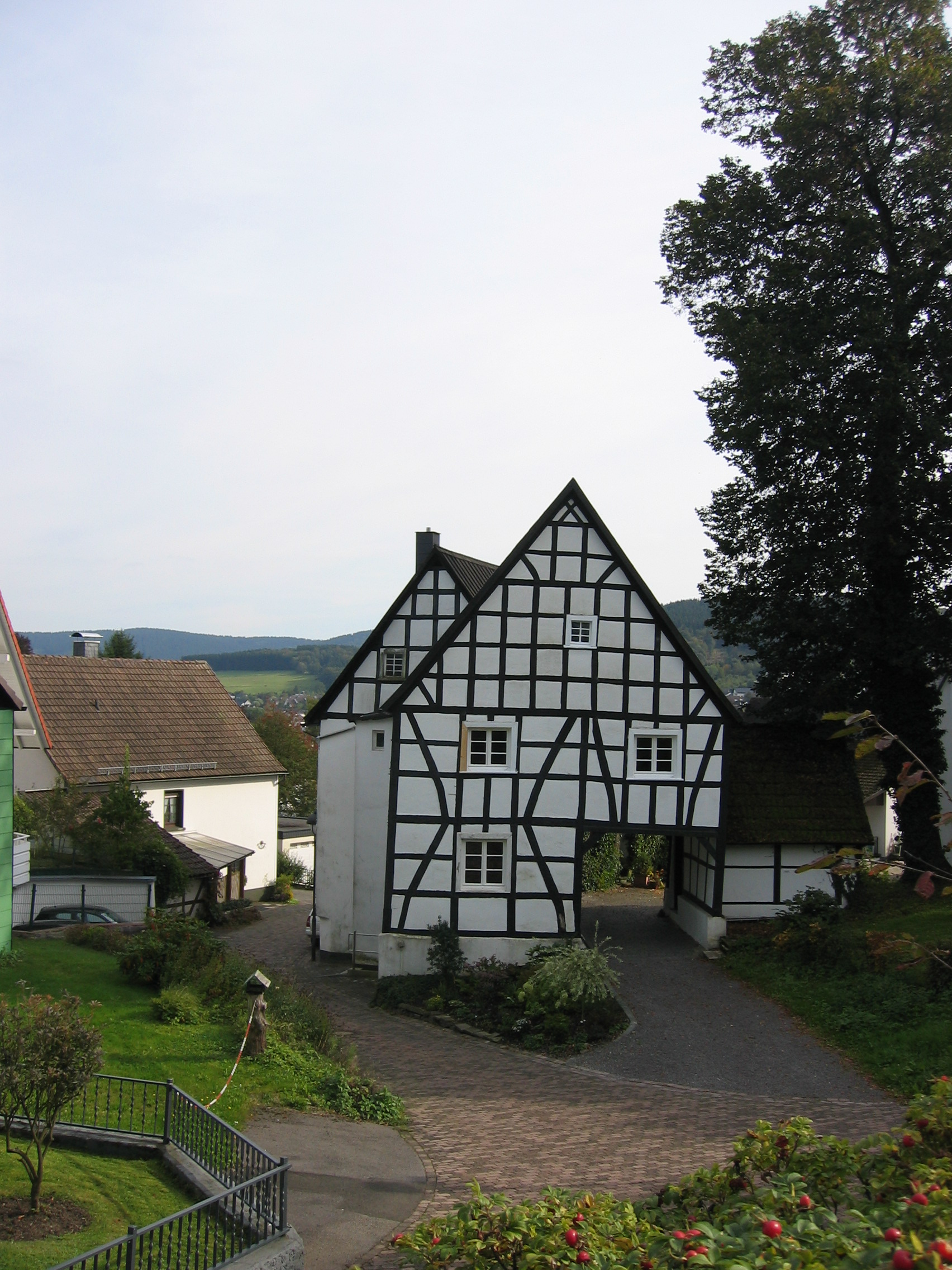
Spieker

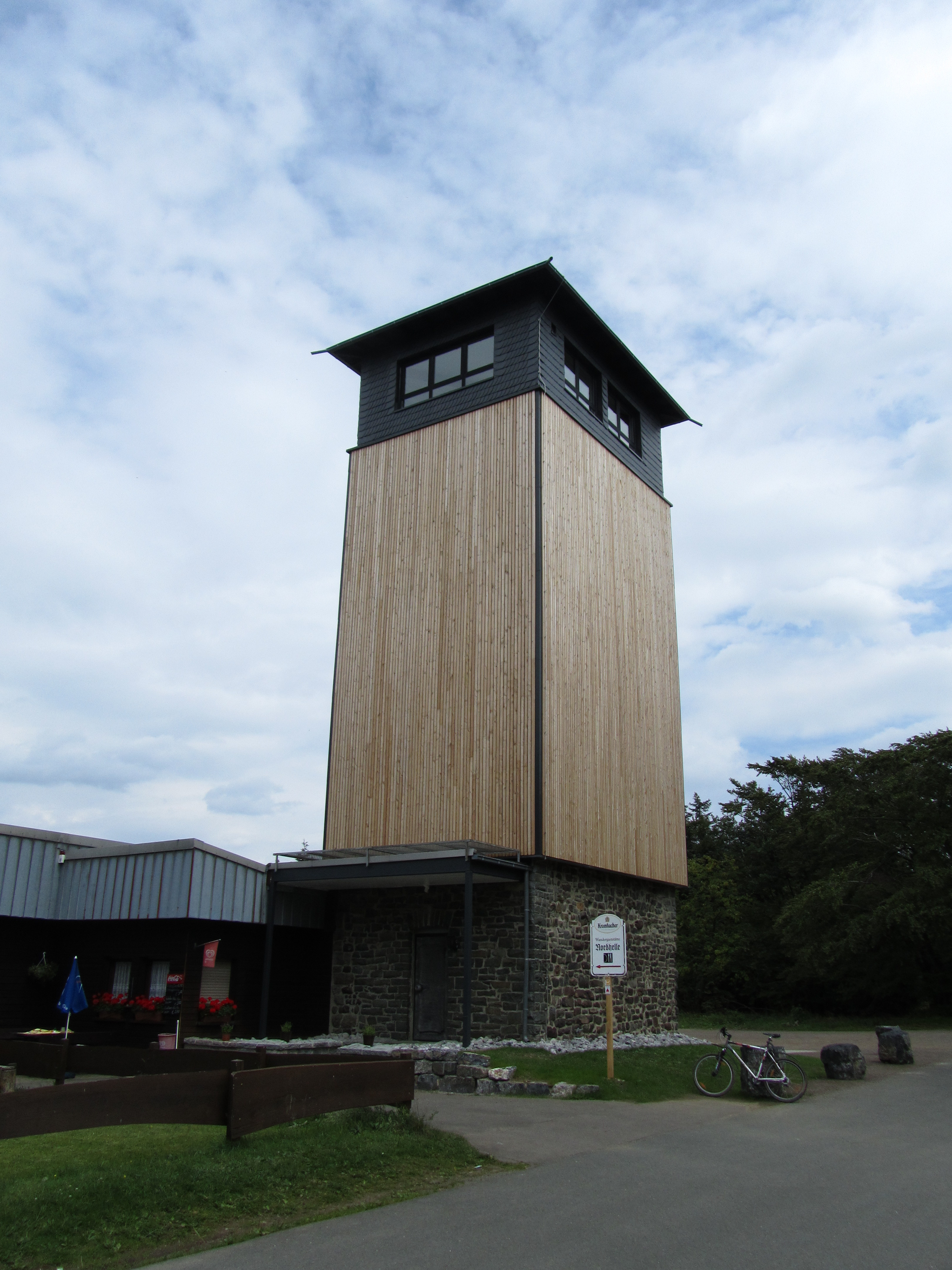
Robert-Kolb-Turm

- Apostelkirche: Die Anfänge des heutigen Kirchenbaues fallen in die Zeit des 11. Jahrhunderts. Die Kirche wurde erstmals 1072 erwähnt, als Erzbischof Anno II. von Köln sie dem neu gegründeten Kloster Grafschaft schenkte. Die romanische Kirche stellt eine dreischiffige Hallenkirche mit einem angedeuteten Querschiff, einem spätgotischen Chor und einem Westturm dar. Der ehemalige spätgotische Altar vom Ende des 15. bzw. Beginn des 16. Jahrhunderts befindet sich seit 1881 nicht mehr in der Kirche und steht jetzt im Burgmuseum Altena. Seit 1971 trägt die Kirche den Namen „Apostelkirche“. Anlass für diese Benennung waren die das Innere der Kirche schmückenden Kunstwerke: Zum einen das die Apostel der Kirche darstellende Fresko an der nördlichen Chorraumwand; zum anderen die Figuren in den Nischen rechts und links des Chorraumes sowie an der Turmwand; zum dritten die heute die Wände der Kirche schmückenden Apostelbilder aus der Barockzeit. Das wertvollste Stück dürfte das Chorgestühl aus dem Jahre 1548 sein.
- Spieker: Ein Wahrzeichen für die Ebbegemeinde ist der 300 Jahre alte Spieker. Das Fachwerkgebäude diente dazu, die Naturalien aufzunehmen, die an die Kirche abgeführt werden mussten. Der bauliche Ursprung datiert wahrscheinlich in das 17. Jahrhundert. Das eigentliche Hauptgebäude ist um 1800 in seiner jetzigen Form entstanden.
- Ahe-Hammer: Der Hammer wurde bereits 1562 erstgenannt. Bis zum Jahr 1942 wurde er von der Familie Brünninghaus betrieben. Hier wurde das Osemundeisen hergestellt, aus dem anschließend der Draht gezogen wurde. Die beiden Hämmer werden direkt über ein eigenes Wasserrad angetrieben, ein zweites Wasserrad dient für die Winderzeugung an den beiden Schmiedefeuern. Die gesamte Anlage kann heute noch betrieben werden. 1950 ist sie bereits als museales Schaustück eingerichtet worden.
- Robert-Kolb-Turm: Der Turm steht auf der 663,3 Meter hohen Nordhelle. Am 21. September 1913 wurde nach einjähriger Bauzeit der heute noch stehende 18 Meter hohe Robert-Kolb-Turm eingeweiht.

### Schutzgebiete für die Natur
Das gesamte Gemeindegebiet ist seit 2015 Teil des Naturparks Sauerland-Rothaargebirge. Von 1964 bis 2015 gehörte die Gemeinde zum Naturpark Ebbegebirge. Ein Großteil des Gemeindegebiets war 1964, mit der Gründung des Naturparks, als Landschaftsschutzgebiet ausgewiesen worden. Vom 1. Februar 1985 an gab es den Landschaftsplan Plettenberg-Herscheid-Neuenrade. Seit dem 23. Oktober 1998 gibt es den Landschaftsplan Herscheid für das Gemeindegebiet, welches beim Landschaftsplan Plettenberg-Herscheid-Neuenrade nicht mit erfasst wurde. Im Landschaftsplangebiet sind die Flächen von Herscheid außerhalb der bebauten Ortsteile und des Geltungsbereichs eines Bebauungsplans als Landschaftsschutzgebiet ausgewiesen, sofern kein höherer Schutzstatus wie beispielsweise Naturschutzgebiet (NSG) besteht. Eine erste Änderung dieses Landschaftsplanes ist seit dem 4. November 2005 in Kraft.
Im Gemeindegebiet Herscheid gibt es 15 Naturschutzgebiete (NSG). Als eines der ersten Naturschutzgebiete im Sauerland wurde bereits 1930 das Naturschutzgebiet Wolfsbruch mit einer Größe von 3,1 ha ausgewiesen. 2012 wurde das NSG Wolfsbruch auf 16,9 ha vergrößert. Die anderen 14 NSG wurden mit dem Landschaftsplan Herscheid 1998 ausgewiesen. Dabei handelt es sich um die Naturschutzgebiete Brauke (9,5 ha), Kammoor (2,7 ha), Buschhauser Siepen (1,5 ha), Herveler Bruch (13,5 ha), Sonnenhohl (9,5 ha), Auf der Gasmert (5,2 ha), Bulmecke (0,4 ha), Auf dem Roten Schlote (5,4 ha), Im Wiebruch (3 ha), Nümmert (0,9 ha), Oberes Elsetal (5,3 ha), Herveler Bachtal (3,6 ha), Katerlöh (2,8 ha) und Hochsteiner Moor (2,6 ha). Sechs Naturschutzgebiete im Gemeindegebiet wurden auch als Teilflächen der Ebbemoore mit der Nummer DE 4812-301 als Europäisches Schutzgebiet (FFH-Gebiete) ausgewiesen. Teile dieses FFH-Gebietes liegen auch im Stadtgebiet von Meinerzhagen.
Mit den beiden Landschaftsplänen im Gemeindegebiet wurden 34 Naturdenkmäler ausgewiesen. Dabei handelt es sich in 27 Fällen um Einzelbäume oder Baumgruppen und in sieben Fällen um flächige Naturdenkmäler wie Höhlen, Felsen usw. Das Naturdenkmal Schönebecker Höhle ist auch als FFH-Gebiet Schönebecker Höhle DE-4711-302 ausgewiesen. Die 118 m lange Schönebecker Höhle ist zum Fledermausschutz für den Publikumsverkehr mit einem Gitter verschlossen wurde. Im Gemeindegebiet befinden sich auch 86 geschützte Landschaftsbestandteile. Im Gemeindegebiet gibt es zahlreiche gesetzlich geschützte Biotope nach § 30 BNatSchG, die zugleich in Flächen anderer Schutzkategorien liegen.
Neben anderen Vogelarten kommen in Herscheid die Großvogelarten Schwarzstorch und Rotmilan vor.

### Naturdenkmäler
Eiche bei Hüinghausen mit einem Brusthöhenumfang von 7,85 m (2015).

### Sport

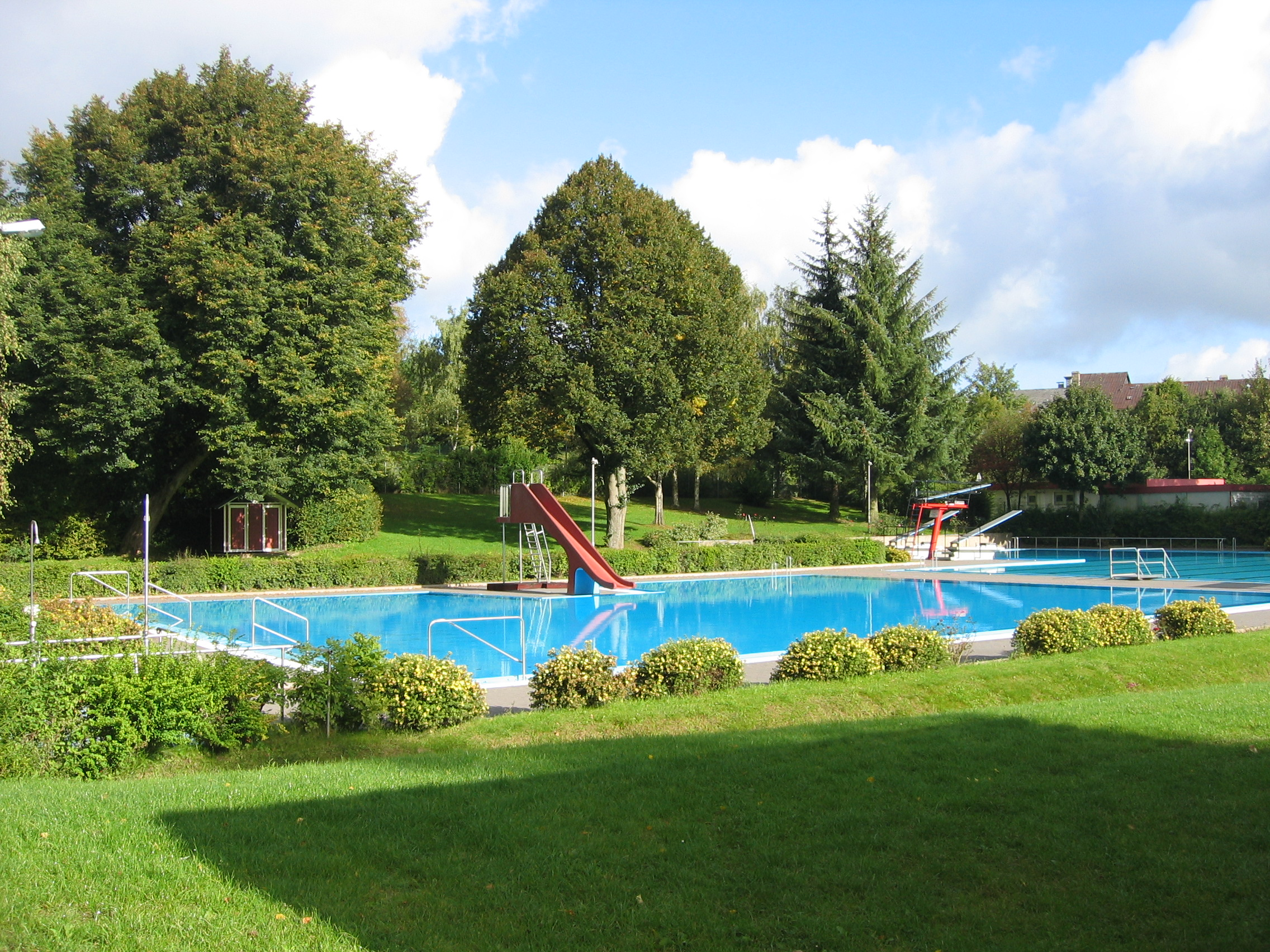
Herscheider Freibad

In Herscheid sind diverse Sportvereine gemeldet, die unter anderem Budosportarten, Flugsport, Laufen, Leichtathletik, Minigolf, Radsport, Tennis und Turnen anbieten. Durch die bergige Landschaftsform ist an der Nordhelle, an der bei entsprechender Schneelage ein Lift betrieben wird, auch alpiner Wintersport möglich. Hier befindet sich auch die 12 km lange Ebbekammloipe. Im Sommer laden die nahe gelegenen Talsperren zum Inline-Skaten, Radfahren und Spazierengehen ein. Im Warmwasserfreibad kann Schwimmsport betrieben werden. Der Richard-Schirrmann-Weg führt von Werdohl über Herscheid nach Siegburg.

### Regelmäßige Veranstaltungen
Mitte des Jahres veranstaltet der Schützenverein Herscheid 1950 sein alljährliches Schützenfest. Seit 1984 werden zudem vom Schützenverein Gemeindemeisterschaften im Luftgewehrschießen durchgeführt. Seit 1990 gibt es am zweiten Adventswochenende in Herscheid einen Weihnachtsmarkt.
Am zweiten Augustwochenende findet seit mehreren Jahren im Herscheider Ortsteil Rärin das sogenannte Räriner Bergfest statt. Seit 2001 gibt es, immer am 3. Oktober, das alljährliche Kürbisfest in Rärin.

## Wirtschaft und Infrastruktur

### Unternehmen

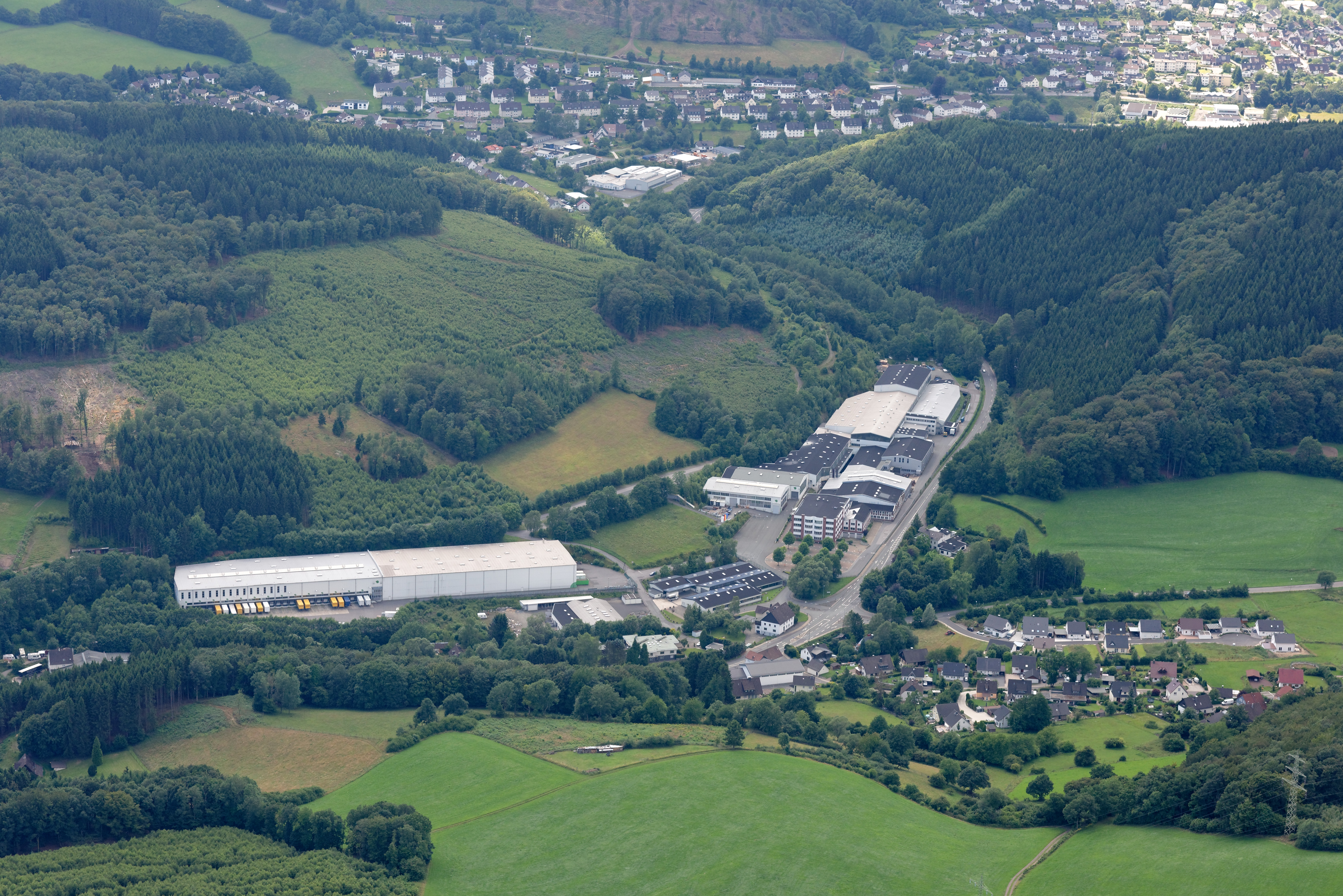
Werksgebäude der Fa. Gustav Alberts und Kober

Die Herscheider Industrie ist vornehmlich durch Zulieferbetriebe für die Automobilbranche geprägt. Mit der Gustav Alberts GmbH (GAH) ist ein führender Hersteller für Haus- und Gartenprodukte in der Gemeinde ansässig.

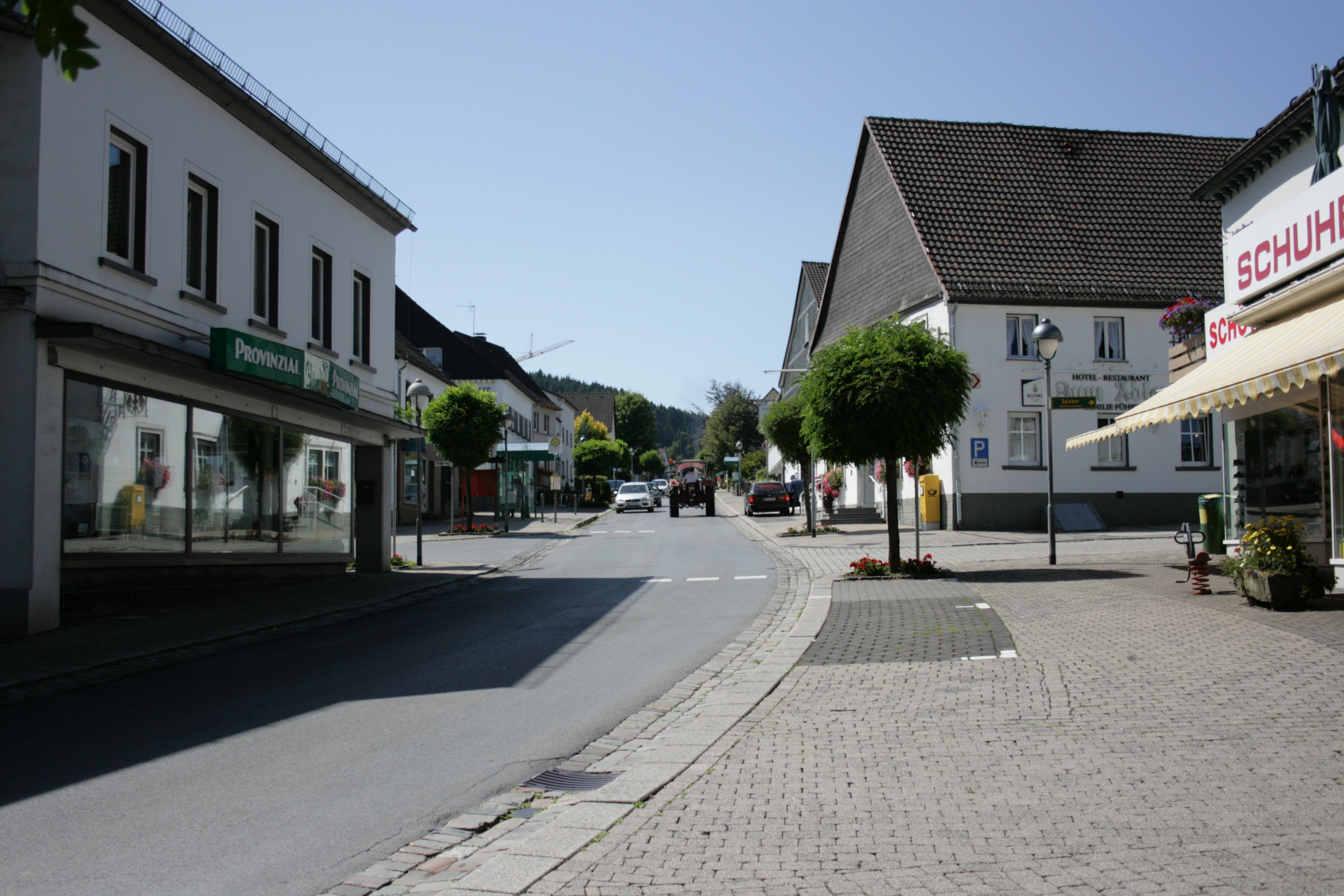
Am Markt

### Verkehr
Herscheid liegt seit jeher abseits großer Verkehrswege. 1832 wurde eine regelmäßige Postkutschenverbindung mit Lüdenscheid und Plettenberg hergestellt. 1846/1847 wurde eine Straße zwischen beiden Nachbarstädten über Herscheid als Chaussee ausgebaut.

#### Öffentlicher Personennahverkehr

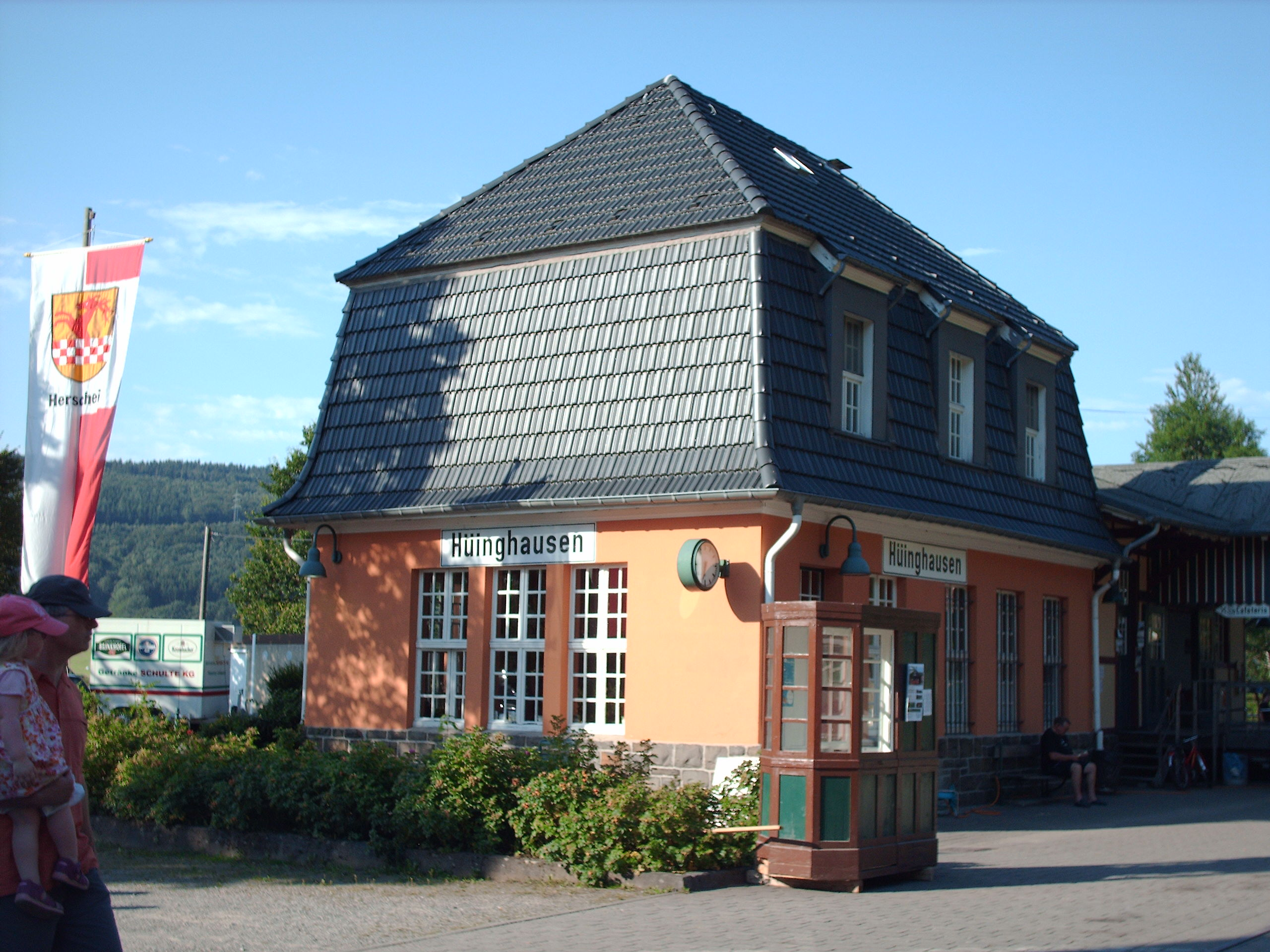
Bahnhof Hüinghausen

Seit der Stilllegung des Personenverkehrs auf der Bahnstrecke Plettenberg–Herscheid im Jahr 1965 (für den Güterverkehr 1969) ist Herscheid im öffentlichen Nahverkehr nur noch per Bus erreichbar. Die Anbindung erfolgt heute überwiegend durch die Märkische Verkehrsgesellschaft (MVG) und durch den Bürgerbus Herscheid. Mit den Buslinien 54 (Regionalbuslinie), 254 (Schulbuslinie) und N7 (Nachtbuslinie) sind die Nachbarstädte Plettenberg und Lüdenscheid sowie die Bahnhöfe in Plettenberg und Lüdenscheid in jeweils zirka 20 bis 30 Minuten erreichbar.
Am Anfang des 20. Jahrhunderts gab es Planungen, die Volmetalbahn (Hagen–Dieringhausen) über eine Strecke im Stadtgebiet von Lüdenscheid und Herscheid mit der Bahnstrecke Plettenberg–Herscheid zu verknüpfen und so eine Verbindung zwischen Volme- und Lennetal zu schaffen. Diese scheiterten jedoch an den hohen Baukosten. Die Frequentierung des fertiggestellten Teilstückes blieb bis zur Stilllegung 1965 für den Personenverkehr gering.
Der Streckenabschnitt hätte rund 33,9 Kilometer umfasst. Aufgrund der gebirgigen Topographie im Sauerland sah die Planung mächtige Tunnelbauten, Brückenbauwerke oder Unterführungen vor, wie etwa auf dem Höhenrücken zwischen dem Verse- und dem Ahetal, wo ein Tunnel von 650 Metern Länge geplant war. Ein weiterer Tunnel wäre in Herscheid von der Helle bis unterhalb der Schützenhalle verlaufen, mit einer Länge von ca. 300 Metern. Insgesamt sollten vier Tunnel mit einer Gesamtlänge von 2175 Metern entstehen. Die veranschlagten Kosten hierfür beliefen sich auf 1,84 Millionen Mark. Die Gesamtkosten für die Bahnstrecke bezifferte die Königliche Eisenbahndirektion auf insgesamt 9,8 Millionen Mark, pro Eisenbahnkilometer wären das 289.100 Mark gewesen.

#### Straßenverkehr
Die nächstgelegene Autobahnabfahrt mit einer Ausschilderung Herscheids ist Lüdenscheid-Süd an der A 45. Herscheid erreicht man nach rund 6 Kilometern über die Landesstraße L 561. Die B 229 verläuft im Versetal in unmittelbarer Nähe des Gemeindegebietes.

#### Flugverkehr

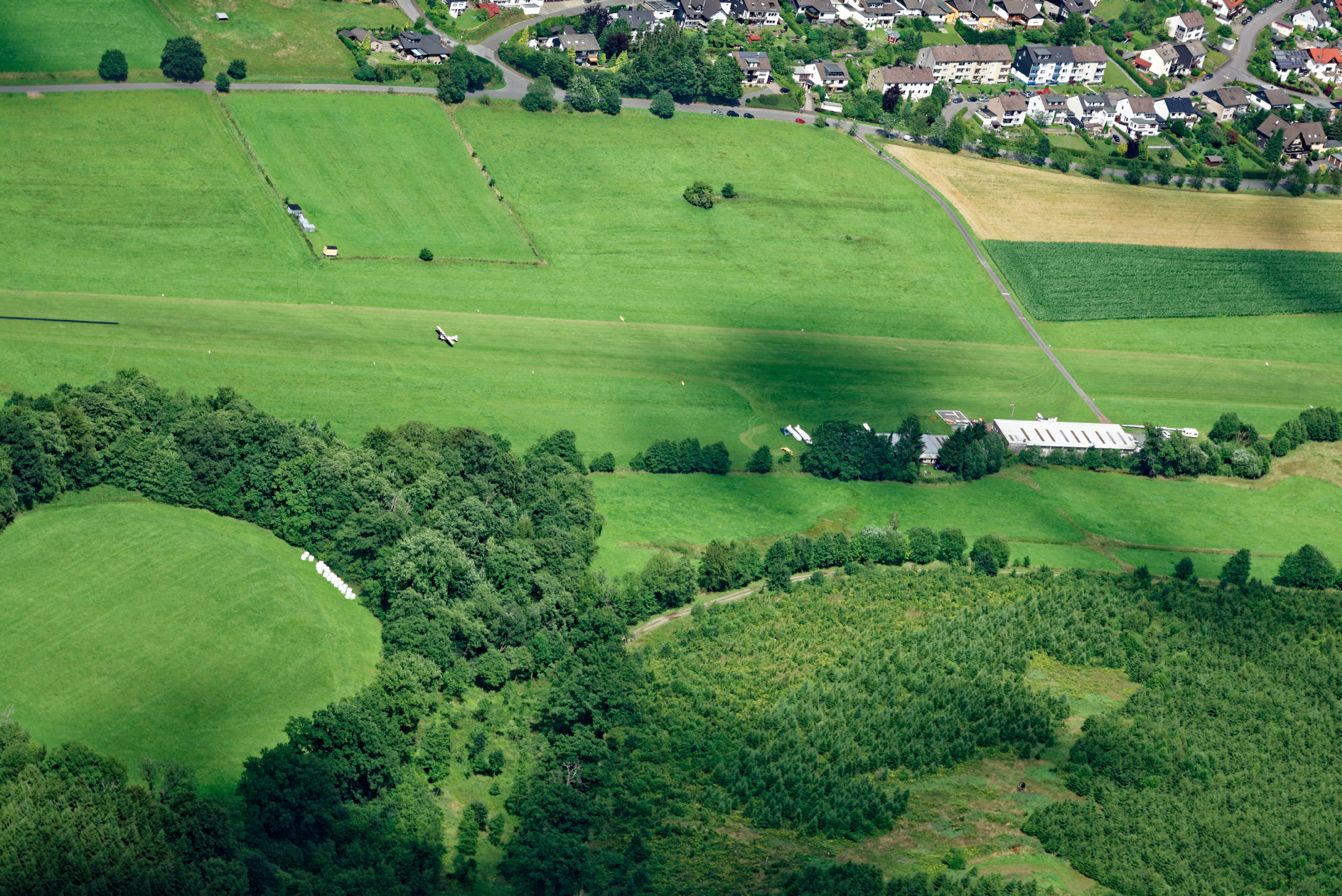
Flugplatz Plettenberg-Hüinghausen

Der als Sonderlandeplatz klassifizierte Flugplatz Plettenberg-Hüinghausen befindet sich im Ortsteil Hüinghausen. Nächstgelegen für internationale Flüge sind die Flughäfen Dortmund in etwa 60 km sowie Köln/Bonn in rund 75 km und Düsseldorf in etwa 110 km Entfernung.

### Medien
Regionale Tageszeitung ist das Süderländer Tageblatt. Der lokale Hörfunk für NRW erfolgt in Herscheid durch Radio MK, dem durch die Landesanstalt für Medien der Sendestandort Nr. 73 Frequenz 100,2 zugewiesen ist. Herscheid ist Bestandteil des Redaktionsgebietes des Studios Siegen, eines Lokalsenders des WDR.

### Bildung
Die bisherigen Grundschulen der Gemeinde Herscheid, Grundschule Herscheid und Grundschule Hüinghausen, wurden im Schuljahr 2021/2022 zur Grundschule Rahlenberg im neugebauten „Bildungszentrum Rahlenberg“ zusammengefasst. Ebenso befindet sich die Volkshochschule Volmetal mit eigenen Schulungsräumen im Bildungszentrum.
Die früher vorhandene Hauptschule (Rahlenbergschule, erbaut 1964) wurde aufgrund mangelnder Schülerzahlen am 4. Juli 2014 geschlossen.

## Persönlichkeiten

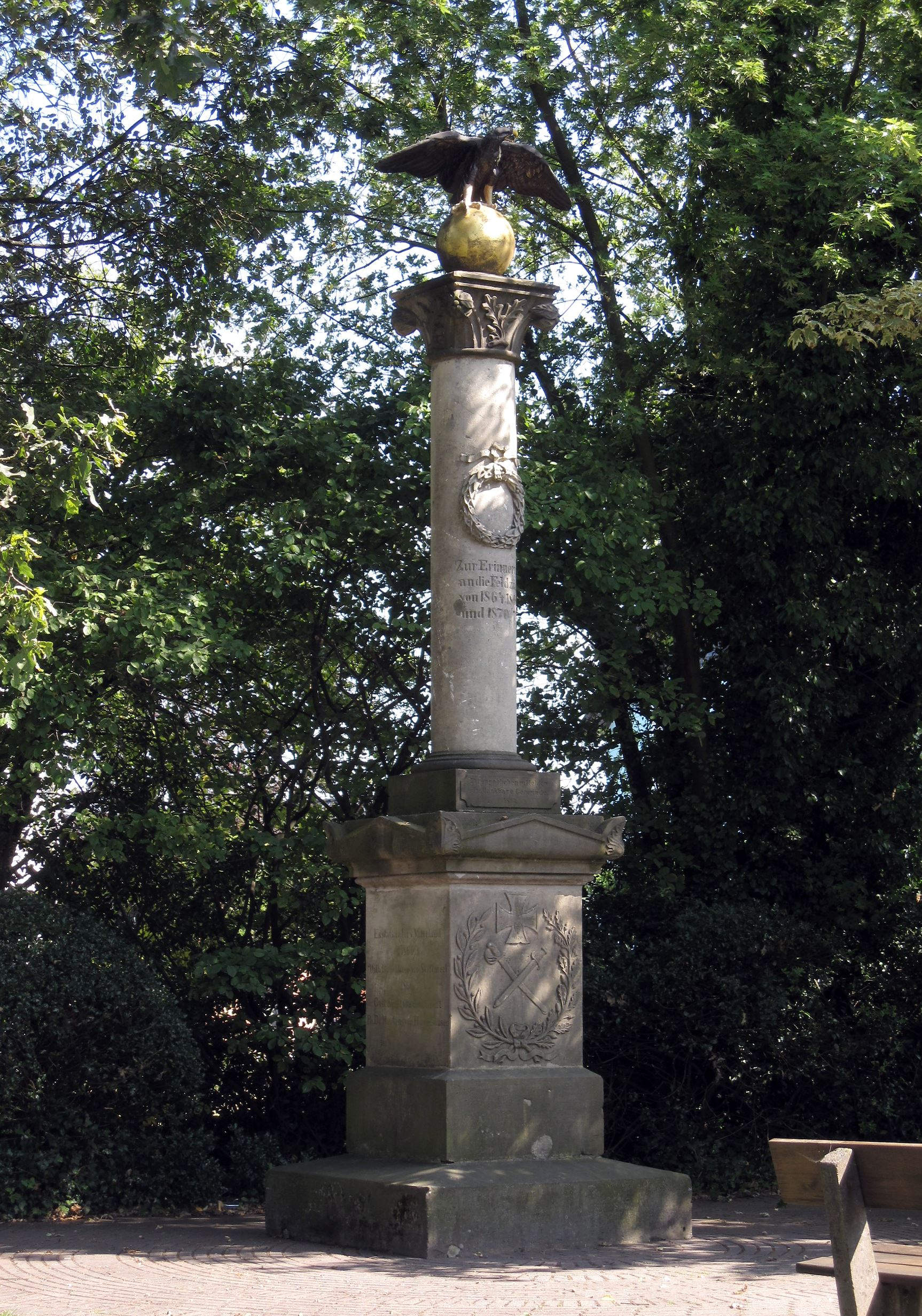
Kriegerdenkmal

### Söhne und Töchter der Gemeinde
- Wilhelm Ackermann (1896–1962), Mathematiker
- Alfred Fernholz (1904–1993), Psychiater und Mitorganisator der nationalsozialistischen Krankenmorde in Sachsen
- Peter Dietrich Grothe (1806–1887), Ingenieur, Schulleiter und Hochschullehrer
- Theodor Schmalenbach (1831–1901), evangelischer Theologe und Superintendent
- Heinz Wever (1890–1966), Zeichner, Maler und Schriftsteller

### Persönlichkeiten, die vor Ort gewirkt haben
- Paul Gerhard Prolingheuer, Rektor von 1959 bis 1988, Begründer der VHS Herscheid (Altenkreis, Wein und Kultur)